# قسم دشتابي الشرقي الريفي (مقاطعة بوئين زهرا)
قسم دشتابي الشرقي الريفي (بالفارسية: دهستان دشتابی شرقی) هي منطقة ريفية تقع في إيران في ناحية دشتابي. يقدر عدد سكانها بـ 9,554 نسمة .